# 히라 슈토
히라 슈토(일본어: 平 秀斗, 1994년 6월 25일 ~ )는 일본의 전 축구 선수이다.

## 구단 경력
그는 2013년부터 2018년까지 J리그의 사간 도스, 더스파구사쓰 군마, 후쿠시마 유나이티드 FC에서 활동하였다.